# Канкелау
Канкелау (нем. Kankelau) — община в Германии, в земле Шлезвиг-Гольштейн. 
Входит в состав района Герцогство Лауэнбург. Подчиняется управлению Шварценбек-Ланд.  Население составляет 220 человек (на 31 декабря 2010 года). Занимает площадь 4,21 км².